# Prince Buster
Cecil Bustamente Cambell (24 de mayo de 1938-8 de septiembre de 2016), más conocido como Prince Buster, fue un cantante, compositor y productor musical musulmán de Kingston, Jamaica, y es recordado como una de las máximas figuras del ska —género que surgió en su país a finales de la década de 1950— y el rocksteady. Sus discos en el sello Blue Beat en los 60 han inspirado a multitud de cantantes de reggae y ska.

## Biografía

### Principios
Campbell nació en una familia de clase obrera en Kingston. Hijo de un maquinista de tren, creció en uno de los barrios más duros de la ciudad. En su juventud desarrolló el gusto por la música y tuvo el deseo de convertirse en cantante. En 1956 comenzó a cantar en clubes nocturnos de Kingston por poco dinero. Formó varios grupos con amigos, no teniendo verdadero éxito con ninguno de ellos.
Lo que entonces ocurrió en la carrera musical de Campbell tuvo que ver con la creciente locura de los sound systems. Por toda Jamaica los promotores musicales conducían camionetas con enormes equipos estéreo para organizar fiestas ambulantes. Los operarios de los sound systems ponían los discos de R&B más populares, y a menudo tenían un cantante llamado toaster que convocaba al público, coreaba y fanfarroneaba animadamente; el toaster fue la influencia inicial de los primeros raperos.
Cierto día Campbell fue presentado a Clement Dodd, un hombre de negocios musicales que operaba con los sound systems más populares de Kingston. Como anécdota, Campbell no fue contratado como músico, sino como guarda de seguridad. A causa de los fanes devotos de un sound system en particular, las fiestas, algunas veces, se podían poner un poco violentas y Campbell había sido un hábil boxeador aficionado en la adolescencia. En este trabajo se ganó el sobrenombre "The Prince", que sumado al apodo de la niñez "Buster" (de su nombre Bustamente), formaron el nombre con el que se le conoció.
Se convirtió al islam.

### Carrera artística y como productor
En 1960, Buster produjo el disco Oh Carolina para los Folkes Brothers con su apodo, para el sello Wild Bells. Este disco fue el primero en Jamaica en tomar elementos de música africana.[cita requerida] La batería en la grabación la puso 'Count Ossie', el principal batería nyabinghi rastafari de Camp David, en las colinas de Kingston. Fue un éxito instantáneo en Jamaica (precisamente por sus ritmos africanos, al dar a la gente de Jamaica algo de su propia cultura), y los primeros discos de Buster (muchos de los cuales se editaron en el Reino Unido por la compañía Melodisc Records) contribuyeron mucho al desarrollo del ska. Buster se grabaría pronto a sí mismo al tiempo que producía discos para otros artistas. En esa época el ska se estaba convirtiendo en la música de moda del país, y él se cambió del sello Melodisc a Blue Beat, que se especializaba exclusivamente en ska.
Desde 1963 hasta el final de la década, Buster escribió y grabó docenas de discos para Blue Beat, muchos de los cuales fueron grandes éxitos. Además produjo más de cien discos para otros artistas del mismo sello. Experimentó con nuevas técnicas de producción que fueron usadas con posterioridad por otros productores. Después de su éxito inicial pronto atrajo la atención internacional. Hizo una extensa gira por gran Bretaña durante ese período y apareció en el canal comercial de televisión Rediffusion de Londres en el programa pop de los viernes por la tarde Ready Steady Go! en 1964. Algunos discos de Buster entraron en las listas inglesas; Al Capone fue el primer disco jamaicano en entrar en el top 20 británico. También hizo una gira por Holanda y por otros países europeos. Pese a que ninguno de sus sencillos entró en las listas de los Estados Unidos, tuvo una triunfante gira norteamericana en 1967.
A la vez que adorado por sus fanes en su país y en otros muchos, las relaciones de Buster con su compañero y también pionero del ska, el productor Leslie Kong, estaban lejos de ser amigables. Un protegido suyo, Derrick Morgan, tuvo una pelea con Buster y empezó a trabajar con Kong. Cuando Morgan y Kong comenzaron a grabar sencillos en los que plagiaban melodías de los discos de Buster, Buster contraatacó grabando una crítica, Blackhead Chinaman. Las dos estrellas continuaron intercambiando insultos en las canciones en un tira y afloja que presagió las conocidas rivalidades entre productores raperos de los años 1990.
Además de ser un pionero en la música, Buster, como Clement Dodd, estaba interesado en los negocios. Abrió una tienda de discos en Kingston en los primeros años 1960 que todavía pertenece y es explotada por su familia. Después fundó una compañía de jukebox. También creó el sello Prince Buster Records; pese a tener poco éxito, pudo recuperar gran parte de sus pérdidas vendiéndoselo al propietario de Blue Beat.

### Vida después de las grabaciones
En los años 1970 la carrera como músico de Buster se ralentizó por lo que se centró en sus negocios. El ska no era tan popular como había llegado a ser, pero sus influencias se dejaban sentir en sus descendientes: el rocksteady, que era básicamente ska pero con un ritmo ralentizado, y el sucesor más conocido del rocksteady, el reggae. Además de la influencia musical, muchas letras de reggae expresaban un afrocentrismo inspirado en la visión del mundo de Marcus Garvey, que había estado presente en algunas de las canciones de Prince Buster. Bob Marley, Toots Hibbert y otras estrellas del reggae han reconocido esta deuda. Buster también hizo un cameo en la película internacionalmente aclamada Caiga quien caiga (The Harder They Come) de 1972.
A finales de los años 1970, Buster tuvo serios problemas financieros. Sus negocios estaban dando pérdidas en vez de beneficios, y los préstamos que había pedido para comenzarlos estaban venciendo. Afortunadamente para él había surgido un revival del ska en el Reino Unido. En 1979 el grupo Madness sacó su primer disco, un tributo a Buster llamado "The Prince", que llevó a los fanes del ska a recordar "al hombre que puso el ritmo", afirmando "So I'll leave it up to you out there / To get him back on his feet." El interés en Buster creció durante este tiempo; recibió dinero por los derechos cuando grupos como The Specials, The Beat y The Selecter grabaron versiones de sus canciones y sus viejos discos fueron reeditados, vendiéndose bien. Entre todas estas bendiciones, The Prince iba en realidad a "salir a flote."

### Legado
La resucitación del ska en el Reino Unido fue a finales de la década de 1970 que se inició con 2-Tone un sello disquero de Coventry que introdujo la música de Campbell a las nuevas generaciones de oyentes. En 1979 la banda Madness liberó su primer sencillo en 2-Tone, un tributo a Campbell llamado "The Prince" ("El Príncipe"). El lado B fue una versión de una canción de Campbell llamada Madness de donde ellos tomaron su nombre. Su segundo sencillo liberado con el sello Stiff ("El Príncipe" había liberado un único sencillo por Madness en el sello 2-Tone) fue una versión de Campbell "One Step Beyond", que llegó al Top 10 de las listas del Reino Unido. En su álbum debut, la versión de  "Too Hot" de The Specials y pidieron prestados elementos de Campbell de "Judge Dread", (en la canción "Stupid Marriage") y "Al Capone" (en la canción "Gangsters"). The Specials también incluyeron una versión de "Enjoy Yourself" en su segundo álbum, More Specials. The Beat hizo la versión "Rough River" y "Whine & Grine" en su álbum I Just Can't Stop. La canción de Campbell "Hard Man Fe Dead" fue una versión para los Estados Unidos por la banda The Toasters en 1996 en el álbum Hard Band Dead.

### Muerte
Prince Buster Campbell vivió sus últimos años en Miami Florida y murió en la mañana del 8 de septiembre de 2016, en un hospital en Miami, Florida, después de sufrir problemas cardíacos severos, de acuerdo a su esposa. Había tenido un deterioro en su estado de salud antes de sufrir una serie de ataques vasculares cerebrales, incluido uno presentado en el año 2009 el cual le originó una hemiplejía fascicorporal de predominio izquierdo y que le impedía caminar.

## Discografía (álbumes)
- I Feel The Spirit - FAB
- Fly Flying Ska
- Pain In My Belly
- Ska-Lip-Soul
- It's Burke's Law
- What A Hard Man Fe Dead
- Prince Buster On Tour
- Judge Dread Rock Steady
- She Was A Rough Rider
- Wreck A Pum Pum
- The Outlaw
- FABulous Greatest Hits - 1963-1981 - FAB/Sequel (1993)
- 15 Oldies but Goodies - FAB
- Tutti Frutti - Melodisc
- Chi Chi Run - FAB
- The Message-Dub Wise - 1972 - FAB/Melodisc
- Sister Big Stuff - Melodisc
- Big Five - Melodisc
- Jamaica's Greatest - Melodisc
- Ten Commandments - 1967 - RCA
- Dance Cleopatra Dance - Blue Elephant